# Liberia en los Juegos Olímpicos de Tokio 1964
Liberia estuvo representada en los Juegos Olímpicos de Tokio 1964 por un deportista masculino que compitió en atletismo.
El equipo olímpico liberiano no obtuvo ninguna medalla en estos Juegos.